# Sergio Battistini
Sergio Battistini (Massa, 7 maggio 1963) è un allenatore di calcio ed ex calciatore italiano, di ruolo difensore o mediano.

## Caratteristiche tecniche

### Giocatore
Tatticamente ordinato, era abile nell'impostare il gioco. Era molto pericoloso sui calci piazzati e non solo grazie ad un poderoso stacco di testa 

## Carriera

### Giocatore
Cresciuto nelle giovanili della Massese, ha fatto l'esordio in prima squadra del Milan a 17 anni. Ha giocato nella primavera rossonera con Alberico Evani. Durante i sei anni rossoneri giocò indifferentemente nei ruoli di difensore e centrocampista e segnò 37 reti. Esordì nell'Under-21 di Vicini nel 1981 e in nazionale maggiore Bearzot lo chiamò nel 1984, in un'amichevole col Messico.

Battistini al Milan nella stagione 1983-1984

Nel 1985 passò alla Fiorentina. In maglia viola giocò nel ruolo di libero, diventando un titolare fisso della squadra e perdendo la finale di Coppa UEFA 1989-1990. Dopo cinque anni a Firenze tornò a Milano, all'Inter, che lo acquistò per 7 miliardi di lire. In nerazzurro vinse per due volte la Coppa UEFA (1991 e 1994). Proseguì la carriera nel Brescia (retrocessione in Serie B nel 1995), senza giocare da titolare, e chiuse l'attività agonistica nel 1997, all'età di 34 anni, con lo Spezia.

### Allenatore
Subito dopo il ritiro, ha la prima esperienza tra i dilettanti sulla panchina del Pietrasanta dove rimane per soli tre mesi da luglio a settembre 1997. In seguito due fugaci apparizioni sulla panchina della Massese tra il 1998 e il 1999 e la sua più lunga permanenza su una panchina di prima squadra: tra l'ottobre 2000 e il gennaio 2001 con il Viareggio. Nell'aprile 2002 nuova esperienza su una panchina minore toscana, al Versilia per meno di un mese.
Nel 2004 entra nello staff tecnico giovanile della Fiorentina con l'incarico di allenare i giovanissimi nazionali. Nel 2007 passa allo Spezia dove si occupa degli allievi nazionali. Al termine della stagione, a seguito del fallimento della società bianconera, resta disoccupato.
Nella stagione 2010-2011 è allenatore dello Spezia nella categoria allievi nazionali, ottenendo per la prima volta nella storia del club bianconero la partecipazione alle fasi finali del campionato, essendo arrivato in terza posizione nella regular season. Accede dunque ai sedicesimi di finale eliminando l'Ascoli, e successivamente agli ottavi di finale contro il Catania. Il 16 febbraio 2016 viene chiamato nuovamente ad allenare la Massese in Serie D, rimanendo in carica per quattro partite fino al 31 marzo seguente.

## Statistiche

### Presenze e reti nei club
| Stagione          | Squadra           | Campionato        | Campionato | Campionato | Coppe nazionali | Coppe nazionali | Coppe nazionali | Coppe continentali | Coppe continentali | Coppe continentali | Altre coppe | Altre coppe | Altre coppe | Totale | Totale |
| Stagione          | Squadra           | Comp              | Pres       | Reti       | Comp            | Pres            | Reti            | Comp               | Pres               | Reti               | Comp        | Pres        | Reti        | Pres   | Reti   |
| ----------------- | ----------------- | ----------------- | ---------- | ---------- | --------------- | --------------- | --------------- | ------------------ | ------------------ | ------------------ | ----------- | ----------- | ----------- | ------ | ------ |
| 1979-1980         | Milan             | A                 | 0          | 0          | CI              | 1               | 0               | CC                 | 0                  | 0                  | -           | -           | -           | 1      | 0      |
| 1980-1981         | Milan             | B                 | 37         | 5          | CI              | 3               | 0               | -                  | -                  | -                  | -           | -           | -           | 40     | 5      |
| 1981-1982         | Milan             | A                 | 30         | 3          | CI              | 4               | 1               | -                  | -                  | -                  | CM          | 5           | 1           | 39     | 5      |
| 1982-1983         | Milan             | B                 | 37         | 11         | CI              | 9               | 1               | -                  | -                  | -                  | -           | -           | -           | 46     | 12     |
| 1983-1984         | Milan             | A                 | 29         | 5          | CI              | 6               | 2               | -                  | -                  | -                  | -           | -           | -           | 35     | 7      |
| 1984-1985         | Milan             | A                 | 29         | 5          | CI              | 11              | 3               | -                  | -                  | -                  | -           | -           | -           | 40     | 8      |
| Totale Milan      | Totale Milan      | Totale Milan      | 162        | 29         |                 | 34              | 7               |                    | 0                  | 0                  |             | 5           | 1           | 201    | 37     |
| 1985-1986         | Fiorentina        | A                 | 28         | 1          | CI              | 9               | 3               | -                  | -                  | -                  | -           | -           | -           | 37     | 4      |
| 1986-1987         | Fiorentina        | A                 | 21         | 1          | CI              | 5               | 0               | CU                 | 0                  | 0                  | -           | -           | -           | 26     | 1      |
| 1987-1988         | Fiorentina        | A                 | 20         | 1          | CI              | 7               | 0               | -                  | -                  | -                  | -           | -           | -           | 27     | 1      |
| 1988-1989         | Fiorentina        | A                 | 28+1       | 2+0        | CI              | 6               | 0               | -                  | -                  | -                  | -           | -           | -           | 35     | 2      |
| 1989-1990         | Fiorentina        | A                 | 30         | 3          | CI              | 5               | 2               | CU                 | 12                 | 0                  | -           | -           | -           | 47     | 5      |
| Totale Fiorentina | Totale Fiorentina | Totale Fiorentina | 127+1      | 8+0        |                 | 32              | 5               |                    | 12                 | 0                  |             | -           | -           | 172    | 13     |
| 1990-1991         | Inter             | A                 | 28         | 2          | CI              | 4               | 1               | CU                 | 11                 | 0                  | -           | -           | -           | 43     | 3      |
| 1991-1992         | Inter             | A                 | 20         | 0          | CI              | 5               | 0               | CU                 | 1                  | 0                  | -           | -           | -           | 26     | 0      |
| 1992-1993         | Inter             | A                 | 34         | 5          | CI              | 6               | 0               | -                  | -                  | -                  | -           | -           | -           | 40     | 5      |
| 1993-1994         | Inter             | A                 | 30         | 3          | CI              | 6               | 1               | CU                 | 10                 | 1                  | -           | -           | -           | 46     | 5      |
| Totale Inter      | Totale Inter      | Totale Inter      | 112        | 10         |                 | 21              | 2               |                    | 22                 | 1                  |             | -           | -           | 155    | 13     |
| 1994-1995         | Brescia           | A                 | 19         | 2          | CI              | 1               | 0               | -                  | -                  | -                  | -           | -           | -           | 20     | 2      |
| 1995-1996         | Brescia           | B                 | 18         | 0          | CI              | 1               | 0               | -                  | -                  | -                  | CAI         | ?           | ?           | 19+    | 0+     |
| Totale Brescia    | Totale Brescia    | Totale Brescia    | 37         | 2          |                 | 2               | 0               |                    | -                  | -                  |             | ?           | ?           | 39+    | 2+     |
| 1996-1997         | Spezia            | C1                | 17         | 1          | CI-C            | 2               | 0               | -                  | -                  | -                  | -           | -           | -           | 19     | 1      |
| Totale carriera   | Totale carriera   | Totale carriera   | 455+1      | 50         |                 | 91              | 14              |                    | 34                 | 1                  |             | 5+          | 1+          | 584+   | 66+    |

### Cronologia presenze e reti in nazionale
| Cronologia completa delle presenze e delle reti in nazionale ― Italia | Cronologia completa delle presenze e delle reti in nazionale ― Italia | Cronologia completa delle presenze e delle reti in nazionale ― Italia | Cronologia completa delle presenze e delle reti in nazionale ― Italia | Cronologia completa delle presenze e delle reti in nazionale ― Italia | Cronologia completa delle presenze e delle reti in nazionale ― Italia | Cronologia completa delle presenze e delle reti in nazionale ― Italia | Cronologia completa delle presenze e delle reti in nazionale ― Italia |
| Data                                                                  | Città                                                                 | In casa                                                               | Risultato                                                             | Ospiti                                                                | Competizione                                                          | Reti                                                                  | Note                                                                  |
| --------------------------------------------------------------------- | --------------------------------------------------------------------- | --------------------------------------------------------------------- | --------------------------------------------------------------------- | --------------------------------------------------------------------- | --------------------------------------------------------------------- | --------------------------------------------------------------------- | --------------------------------------------------------------------- |
| 4-2-1984                                                              | Roma                                                                  | Italia                                                                | 5 – 0                                                                 | Messico                                                               | Amichevole                                                            | -                                                                     | 46’                                                                   |
| 3-3-1984                                                              | Istanbul                                                              | Turchia                                                               | 1 – 2                                                                 | Italia                                                                | Amichevole                                                            | -                                                                     | 46’                                                                   |
| 26-5-1984                                                             | Toronto                                                               | Canada                                                                | 0 – 2                                                                 | Italia                                                                | Amichevole                                                            | 1                                                                     |                                                                       |
| 30-5-1984                                                             | New York                                                              | Stati Uniti                                                           | 0 – 0                                                                 | Italia                                                                | Amichevole                                                            | -                                                                     | 65’                                                                   |
| Totale                                                                |                                                                       | Presenze                                                              | 4                                                                     |                                                                       | Reti                                                                  | 1                                                                     |                                                                       |

## Palmarès

### Giocatore

#### Club

##### Competizioni nazionali
- Campionato italiano di Serie B: 2

Milan: 1980-1981, 1982-1983

##### Competizioni internazionali
- Coppa Mitropa: 1

Milan: 1981-1982
- Coppa UEFA: 2

Inter: 1990-1991, 1993-1994